# Аудерская, Галина
Галина Мария Аудерская (пол. Halina Maria Auderska, 3 июля 1904, Одесса — 21 февраля 2000, Варшава) — польская писательница и сценаристка.

## Биография
Аудерская родилась в 1904 году в Одессе в семье Романа Аудерского (1863—1927), владевшего галантерейными магазинами на Преобераженской улице, № 25, и Ришельевской улице, № 10. После распада Российской империи в 1920 году она переехала в Польшу. Закончила Варшавский университет, наставник — Витольд Ян Дорошевский. В 1929—1939 годах работала учительницей в средней школе. Писать начала в конце 1920-х годов. 
Во время войны участвовала в работе подпольных патриотических организаций, пережила дни трагического Варшавского восстания 1944 года. События тех лет отражены в романе «Варшавская Сирена» (в оригинале «Меч сирены»). После войны Аудерская продолжает свою работу в литературе, пишет для театра и радио, создает произведения на исторические темы, публикует рассказы для детей. Одновременно она около двадцати лет работала в редколлегии двенадцатитомного «Словаря польского языка». 
В 1968—1972 годах была председателем Варшавского отделения Союза польских писателей. В 1983 году была выбрана председателем, а в 1986 году почетным председателем Союза польских писателей.

## Книги
- 1935: Poczwarki Wielkiej Parady
- 1952: Zbiegowie
- 1954: Rzeczpospolita zapłaci
- 1959: Zaczarowana zatoka
- 1964: Awantura w Jaworowie
- 1971: Jabłko granatu
- 1973: Ptasi gościniec (Птичий большак)
- 1974: Babie lato (Бабье лето)
- 1977: Szmaragdowe oczy
- 1977: Kwartet wokalny
- 1980: Miecz Syreny (Варшавская сирена)
- 1983: Smok w herbie. Królowa Bona (Дракон в гербе. Королева Бона)
- 1985: Zabić strach

## Экранизации
- 1980: Королева Бона/ Królowa Bona
- 1982: Эпитафия для Барбары Радзивилл/  Epitafium dla Barbary Radziwiłłówny ()

## Издания на русском языке
- Варшавская сирена. М.: Радуга, 1984 (переизд. 1990)
- Королева Бона. М.: Радуга, 1988 (переизд. 1994)

## Титулы, награды и премии
- 1969 — Рыцарский крест Ордена Возрождения Польши
- 1971 — Премия города Варшавы
- 1974 — первое место в литературном конкурсе 30-й годовщины Народной Республики за роман Бабье лето
- 1975 — премия премьер-министра
- 1977 — премия министра культуры и искусств за жизненное достижение
- 1986 — премия Pietrzak
- Орден «Знамя Труда»
- Крест Храбрых
- Варшавский повстанческий крест